# Walter Rodekamp
Walter Rodekamp, né à Hagen le 13 janvier 1941 et mort le 10 mai 1998 dans la même ville, est un joueur de football international allemand actif principalement durant les années 1960 et 1970. Il joue au poste d'attaquant et est surtout connu pour les cinq saisons qu'il joue avec Hanovre 96, dont quatre en Bundesliga.

## Carrière
Walter Rodekamp commence à jouer au football dans les équipes de jeunes du SSV Hagen, le club de sa ville natale. En 1960, il est inclus dans l'effectif de l'équipe première, qui vient d'accéder à la 2. Oberliga West, la deuxième division allemande qui se jouait encore en séries régionales à l'époque. Il y devient rapidement titulaire et inscrit huit buts en 26 matches disputés, ne pouvant cependant pas empêcher la relégation de l'équipe en Verbandsliga Westfalen. En 1962, le joueur est recruté par le FC Schalke 04, un club professionnel qui évolue en Oberliga Ouest, soit le plus haut niveau vu qu'il n'existe pas encore de championnat national allemand. Il dispute les deux premières rencontres de la saison en tant que titulaire sur le flanc gauche de l'attaque mais une grave commotion cérébrale l'écarte des terrains durant plusieurs mois. Quand il revient de blessure, il doit se contenter d'une place de réserviste derrière Karl-Heinz Bechmann et ne joue plus qu'une seule rencontre, en avril 1963, avant la fin de la saison.
En 1963, la fédération allemande crée la Bundesliga, le premier championnat national professionnel. Schalke 04 y est admis mais le club se sépare de Rodekamp, qui rejoint alors le club de Hanovre 96, en Regionalliga Nord, la nouvelle deuxième division, toujours jouée sur base régionale. Il y est directement titularisé en attaque par l'entraîneur Helmut Kronsbein et inscrit trois buts dès son premier match. Sur l'ensemble de la saison, il marque 33 buts en 33 matches disputés. Le club termine deuxième et se qualifie ainsi pour le tour final inter-régional pour désigner les deux clubs promus en Bundesliga. Walter Rodekamp inscrit sept nouveaux buts en six rencontres, prenant une part prépondérante dans la montée du club au plus haut niveau.
Pour son premier match en Bundesliga, Walter Rodekamp inscrit un doublé au Borussia Dortmund, offrant la victoire à ses couleurs. Ses bonnes performances durant la saison, onze buts inscrits en trente rencontres, permettent à Hanovre de terminer à la cinquième place, synonyme de qualification pour la prochaine Coupe des villes de foires et au joueur d'être convoqué en équipe nationale allemande en 1965. Il dispute trois rencontres amicales et inscrit un but, contre la Suisse.
La saison suivante est plus difficile pour le club, malgré les treize nouveaux buts de Rodekamp. En coupe d'Europe, l'équipe élimine le FC Porto avant d'être éliminée en huitièmes de finale par le FC Barcelone au tirage au sort après une égalité au terme de la prolongation du match d'appui. Le club termine finalement à la douzième place, suivie d'une neuvième place la saison suivante et d'une dixième en 1968. Durant ces trois saisons, Walter Rodekamp reste un titulaire indiscutable en attaque mais après les arrivées de Josip Skoblar et Jupp Heynckes en 1967, il est à nouveau décalé sur le flanc gauche et inscrit moins de buts.
Après avoir disputé 178 matches toutes compétitions confondues et inscrit 85 buts avec Hanovre, Walter Rodekamp décide de partir et de poursuivre sa carrière en Belgique, au RFC liégeois. Dès son arrivée, il est aligné dans le onze de base par l'entraîneur Antoine Bassleer et inscrit quinze buts en championnat, puis douze la saison suivante. Après une saison plus difficile, il rejoint Berchem Sport durant l'été 1971. Il prend une part importante dans la conquête du titre de Division 2 en 1972, permettant ainsi au club anversois de revenir parmi l'élite. Il joue encore deux saisons avec Berchem puis il met un terme à sa carrière de joueur en 1974.
Walter Rodekamp retourne alors en Allemagne et devient entraîneur du TuS Kleefeld, un club amateur de la banlieue de Hanovre, où il exerce de 1974 à 1983. Ensuite, miné par l'alcoolisme, il ne travaille plus qu'épisodiquement jusqu'à son décès le 10 mai 1998, à l'âge de 57 ans. En 2010, un square dans le complexe sportif de Hanovre, en face de la HDI-Arena, est nommé Walter-Rodekamp-Platz en sa mémoire.

## Statistiques
| Saison                | Club                  | Championnat           | Championnat | Championnat | Coupe(s) nationale(s) | Coupe(s) nationale(s) | Compétition(s) continentale(s) | Compétition(s) continentale(s) | Compétition(s) continentale(s) | Total | Total |
| Saison                | Club                  | Division              | M.          | B.          | M.                    | B.                    | Comp.                          | M.                             | B.                             | M.    | B.    |
| 1960-1961             | SSV Hagen             | 2. Oberliga           | 26          | 8           | -                     | -                     | -                              | 0                              | 0                              | 26    | 8     |
| 1961-1962             | SSV Hagen             | Verbandsliga (D3)     | -           | -           | -                     | -                     | -                              | 0                              | 0                              | 0     | 0     |
| Sous-total            | Sous-total            | Sous-total            | 26          | 8           | -                     | -                     | -                              | 0                              | 0                              | 26    | 8     |
| 1962-1963             | FC Schalke 04         | Oberliga              | 3           | 0           | 3                     | 2                     | -                              | 0                              | 0                              | 6     | 2     |
| Sous-total            | Sous-total            | Sous-total            | 3           | 0           | 3                     | 2                     | -                              | 0                              | 0                              | 6     | 2     |
| 1963-1964             | Hanovre 96            | Regionalliga Nord     | 33          | 33          | 2                     | 2                     | -                              | 0                              | 0                              | 35    | 35    |
| 1963-1964             | Hanovre 96            | Tour final            | 6           | 7           | 0                     | 0                     | -                              | 0                              | 0                              | 6     | 7     |
| 1964-1965             | Hanovre 96            | Bundesliga            | 30          | 11          | 3                     | 2                     | -                              | 0                              | 0                              | 33    | 13    |
| 1965-1966             | Hanovre 96            | Bundesliga            | 34          | 13          | 1                     | 0                     | C3                             | 5                              | 1                              | 40    | 14    |
| 1966-1967             | Hanovre 96            | Bundesliga            | 27          | 9           | 1                     | 0                     | -                              | 0                              | 0                              | 28    | 9     |
| 1967-1968             | Hanovre 96            | Bundesliga            | 32          | 5           | 1                     | 1                     | C3+C4                          | 2+1                            | 0+1                            | 36    | 7     |
| Sous-total            | Sous-total            | Sous-total            | 162         | 78          | 8                     | 5                     | -                              | 8                              | 2                              | 178   | 85    |
| 1968-1969             | RFC liégeois          | Division 1            | 30          | 15          | -                     | -                     | -                              | 0                              | 0                              | 30    | 15    |
| 1969-1970             | RFC liégeois          | Division 1            | 30          | 12          | -                     | -                     | -                              | 0                              | 0                              | 30    | 12    |
| 1970-1971             | RFC liégeois          | Division 1            | -           | -           | -                     | -                     | -                              | 0                              | 0                              | 0     | 0     |
| Sous-total            | Sous-total            | Sous-total            | 60          | 27          | -                     | -                     | -                              | 0                              | 0                              | 60    | 27    |
| 1971-1972             | Berchem Sport         | Division 2            | -           | -           | -                     | -                     | -                              | 0                              | 0                              | 0     | 0     |
| 1972-1973             | Berchem Sport         | Division 1            | -           | -           | -                     | -                     | -                              | 0                              | 0                              | 0     | 0     |
| 1972-1973             | Berchem Sport         | Division 1            | -           | -           | -                     | -                     | -                              | 0                              | 0                              | 0     | 0     |
| Sous-total            | Sous-total            | Sous-total            | -           | -           | -                     | -                     | -                              | 0                              | 0                              | 0     | 0     |
| Total sur la carrière | Total sur la carrière | Total sur la carrière | 251         | 113         | 11                    | 7                     | -                              | 8                              | 2                              | 270   | 122   |

## Carrière internationale
Walter Rodekamp est convoqué à trois reprises en équipe nationale allemande durant les mois de mai et juin 1965. Il dispute les trois rencontres dans leur intégralité et inscrit un but.
Le tableau ci-dessous reprend toutes les sélections de Walter Rodekamp. Le score de l'Allemagne est toujours indiqué en gras.
| Date       | Compétition  | Adversaire | Lieu           | Score | Remarque    |
| ---------- | ------------ | ---------- | -------------- | ----- | ----------- |
| 12/05/1965 | Match amical | Angleterre | Nuremberg      | 0-1   |             |
| 26/05/1965 | Match amical | Suisse     | Bâle           | 0-1   | But inscrit |
| 06/06/1965 | Match amical | Brésil     | Rio de Janeiro | 2-0   |             |